# Kenyatopadema werneri
Kenyatopadema werneri är en skalbaggsart som beskrevs av Marc Lacroix 2009. Kenyatopadema werneri ingår i släktet Kenyatopadema och familjen Melolonthidae. Inga underarter finns listade i Catalogue of Life.